# Aulacaspis yasumatsui
Aulacaspis yasumatsui är en insektsart som beskrevs av Sadao Takagi 1977. Aulacaspis yasumatsui ingår i släktet Aulacaspis och familjen pansarsköldlöss. Inga underarter finns listade i Catalogue of Life.